# Рокета Палафеа
Рокѐта Палафѐа (на италиански: Rocchetta Palafea; на пиемонтски: Rocheta Palafèja, Рокета Палафея) е село и община в Северна Италия, провинция Асти, регион Пиемонт. Разположено е на 423 m надморска височина.
Населението на общината е 359 души към 2010 г., а към 1 януари 2023 г. – 338 души.